# Pierre-Louis Moreau de Maupertuis
Pierre-Louis Moreau de Maupertuis (Saint-Malo, 28 settembre 1698 – Basilea, 27 luglio 1759) è stato un matematico, fisico, filosofo, naturalista e astronomo francese.
Introdusse in Francia le idee di Newton con l'opera Sulle leggi dell'attrazione e il Discorso sulle differenti figure degli astri del 1732, che influenzò Voltaire. 
Formulò per la prima volta il principio di minima azione, che da lui prende il nome di Principio di Maupertuis.

## Biografia
Nacque a Saint-Malo, in Francia, imparò la matematica grazie all'assistenza di un tutore privato. 
La sua reputazione come scienziato e come uomo di lettere si accrebbe notevolmente quando si trasferì a Parigi; dove incontrò Marivaux e acquisì buone competenze matematiche. Nel 1723 fu aggregato all'Académie Royale des Sciences, l'anno dopo scrisse Sur la forme des instruments de musique, forma che influenza le caratteristiche delle note. Seguirono lavori matematici sulle curve; come segretario del naturalista Bignon pubblicò un saggio sulle salamandre. Nel 1728 visitò Londra e fu eletto fellow della Royal Society.
Il matematico svizzero Gabriel Cramer gli consigliò di seguire il corso di Johann Bernoulli a Basilea, nel 1729, e questo segnò l'inizio dell'amicizia con quella importante famiglia di matematici svizzeri. Apprese la teoria dei vortici di Cartesio, la meccanica di Leibniz e la teoria della gravitazione di Newton (di cui Bernoulli non approvava la teoria dell'azione a distanza).
Tornato a Parigi, scrisse di meccanica e astronomia, in particolare sui corpi in rotazione e la natura degli anelli di Saturno.
Nel 1732 si concentrò sulle teorie di Isaac Newton, che ancora ai suoi tempi non erano accettate al di fuori dell'Inghilterra e che in Francia suscitavano l'ostinata opposizione dei cartesiani. Nella loro corrispondenza di quell'anno Voltaire si fece spiegare le teorie newtoniane e gli scriveva: "la vostra prima lettera mi ha battezzato nella religione newtoniana, con la seconda ho ricevuto la cresima" (le Lettere inglesi di Voltaire, che riguardavano anche quei temi, furono pubblicate nel 1734). Nel trattato Figures des astres espose le sue idee sulla forma della Terra.

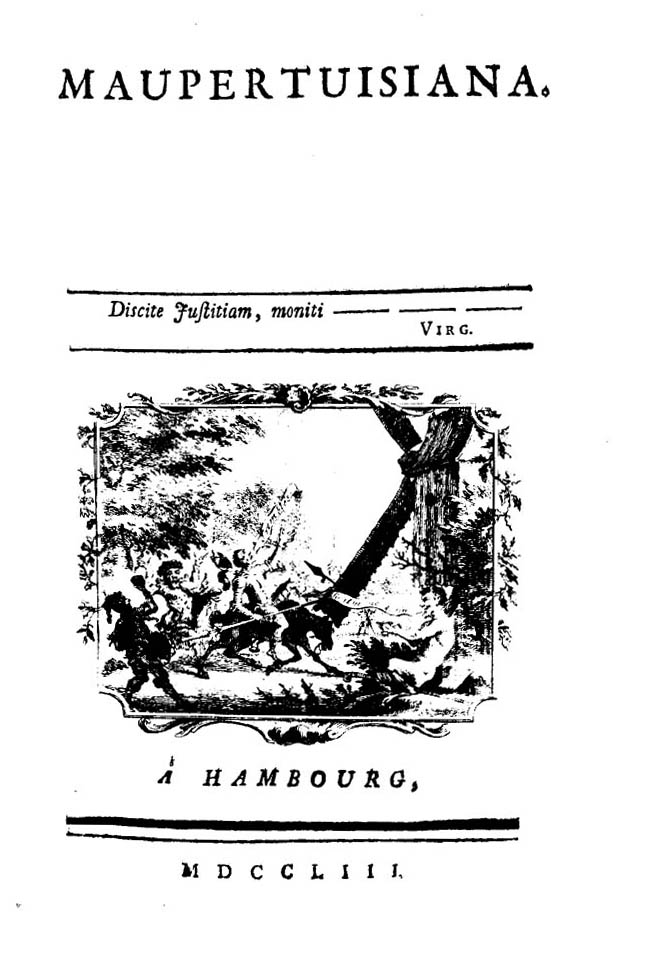
Maupertuisiana (1753) pubblicato in forma anonima da Voltaire o König. Nel frontespizio si vede Don Chisciotte (Maupertuis) che attacca i mulini a vento con la lancia spezzata ed esclama "Tremoleu!", sotto di esso c'è Sancio Panza (Eulero) in sella, mentre a destra un satiro esclama: "Ecco come si arriva alle stelle!"

In seguito contestò i modelli proposti da Jacques Cassini sulla presunta forma ovale della terra. Nel 1735 l'Accademia di Parigi decise di inviare due spedizioni nei due emisferi per misurare in entrambi un grado di meridiano e chiarire la controversia: in Perù sotto la guida di Condamine e in Lapponia sotto quella di Maupertuis, con Alexis Clairault. Entrambe le imprese (1736) furono molto difficoltose, Maupertuis e i suoi soffrirono attacchi d'insetti in estate, insopportabile freddo d'inverno, un naufragio nel Baltico, ma egli poté dimostrare, nella sua relazione del 1737 all'Accademia, che la terra era schiacciata ai poli, come previsto dalla teoria newtoniana. Scrisse Sur la figure de la Terre (1738) che gli diede fama, attaccò pesantemente Jacques Cassini, ruppe con Clairault e Johann Bernouilli, frequentò Voltaire e Émilie du Châtelet, a Basilea divenne grande amico di Johann (II) Bernouilli.
Nel 1740 si recò a Berlino invitato da Federico II di Prussia, venne fatto prigioniero dagli austriaci durante la battaglia di Mollwitz (1741) e tornò in patria. Nel 1743 fu eletto all'Académie Française. Successivamente (1746) fu nominato presidente della Preußische Akademie der Wissenschaften di Berlino, ma la sua posizione soffrì il sarcasmo di Voltaire (a Berlino dal 1749 al 1752) divenuto suo avversario e il lungo conflitto tra la Francia e la Prussia. L'Accademia di Parigi lo espulse dopo una campagna denigratoria di Jacques Cassini; fu reintegrato solo alla morte di questi (1756).
Negli studi che lo resero celebre, Loi du mouvement et du repos (1744) e Essai de cosmologie (1750), enunciò il principio di minima azione che prese il suo nome: «quando si verifica un qualche cambiamento nella Natura, la quantità d’azione impiegata per questo cambiamento è sempre la minore possibile» (1744). Per lui è un principio unificante di tutte l leggi dell'universo e una prova dell'esistenza di Dio: "Dato che le leggi del movimento che da esso si deducono sono precisamente le stesse di quelle osservate in natura, possiamo ammirarne l'applicazione a tutti i fenomeni: il movimento degli animali, la vegetazione delle piante, la rivoluzione dei corpi celesti; lo spettacolo dell'universo diventa tanto più grande, tanto più bello, tanto più degno del suo Autore".
Si dedicò alla filosofia naturale sostenendo idee originali che vennero in parte pubblicate nel celebre libro Vénus physique (1745). In quest'opera Maupertuis, discutendo la formazione dell'embrione, si oppone al preformismo allora imperante, riproponendo l'epigenesi e sostenendo idee (quali l'ereditarietà dei caratteri parentali, la mutazione casuale, ecc.) che anticipano in qualche misura i concetti della moderna genetica 
Importante fu anche la sua attività di moralista, che lo porterà alla pubblicazione dell'Essai de philosophie morale  (1749), in cui difende la verità e la superiorità del Cristianesimo sulle dottrine pagane, all'epoca riviviscenti.
Nel 1751 pubblica sotto pseudonimo la Dissertatio inauguralis metaphysica de universali naturæ systemate, poi tradotta in francese (1754) e inclusa nell'edizione completa delle Œuvres con il nome più noto di Systême de la Nature,1756), nella quale elabora l'ipotesi di un panpsichismo universale (contenente anche una forma di monismo neutrale), da opporre alle tesi materialistiche d'impianto meccanicistico e riduzionistico, in cui gli elementi, dotati di un potere embrionale di percezione e coscienza, agiscono secondo un fine immanente stabilito da Dio. L'opera sarà origine di una diatriba con Diderot, che, in una serie di obiezioni, accuserà Maupertuis di spinozismo; accusa tuttavia smentita con veemenza dall'autore stesso, e che appare non del tutto fondata, giacché le idee espresse da Maupertuis nell'opera rappresentano una particolare combinazione dei pensieri di Leibniz, Newton e Malebranche, uniti alle più recenti scoperte biologiche, in particolare quelle espresse da Buffon nel secondo volume dell'Histoire naturelle (1749)  (vedi "La logica del vivente in Maupertuis: dall'attrazione newtoniana al determinismo psicobiologico", di Federico Focher). Lo stesso autore, attaccando il meccanicismo deterministico e riduzionistico di Epicuro e Cartesio, si volge indirettamente anche contro Spinoza, e soprattutto contro il contemporaneo e conterraneo La Mettrie che su tale teoria fisico-biologica aveva posto il fondamento del suo sistema metafisico materialistico. In seguito, tuttavia, Diderot rivaluterà e riprenderà le idee di Maupertuis all'interno della celebre opera Le Rêve de d'Alembert.
Nel 1751 in uno scritto Johann Samuel König, altro allievo di Bernoulli fatto nominare da Maupertuis nell'Accademia prussiana, mise in dubbio la paternità dello stesso Maupertuis sul principio di minima azione, sulla base di una presunta lettera di Leibniz a Jakob Hermann (1707) in cui quel concetto sarebbe già stato espresso; Maupertuis costrinse Eulero (il più famoso membro dell'Accademia prussiana) a dichiarare che ciò era falso, König fu costretto a dimettersi e la controversia compromise i rapporti di Maupertuis con Voltaire.
Nel 1752 Maupertuis pubblica le Lettres, brevi lettere scientifiche e filosofiche in cui presenta criticamente lo stato dell'arte delle scienze fisiche e naturali alla metà del secolo;  quelle di carattere medico-biologico sono interessanti per modernità e acutezza: nella spesso citata "Lettera sulla generazione degli animali" attraverso uno studio su una famiglia di Berlino rilancia la teoria epigenetica contro il preformismo allora imperante. Nella quarta Lettera espone l'ipotesi della mera esistenza fenomenica del mondo corporeo, facendosi così sostenitore di una forma d'idealismo su base empiristica. L'ultima, la celebre "Lettre sur le progrès des sciences", propone innovative (a volte fantasiose) linee di ricerca che avrebbero richiesto finanziamenti governativi. le Lettres suscitarono le ironie di Voltaire e la conseguente rottura fra i due.
Si occupò anche di linguistica e glottologia, pubblicando due brevi opuscoli, nei quali aderisce a posizioni non differenti da quelle del vescovo Berkeley.
Trascorse gli ultimi anni di vita, dapprima nel sud della Francia e infine a Basilea dove morì nel 1759, ospite della famiglia Bernoulli. Venne sepolto a Dornach, nella chiesa cattolica nella quale si può ancora vedere, sul pavimento in cotto, la pietra tombale con la sola scritta «MAUPERTUIS» e, sulla parete, una lapide celebrativa (non originale).

## Il finalismo e il principio di Maupertuis
(P. L. M. de Maupertuis, Principe de la moindre quantité d'action pour la mécanique, 1744.)
Maupertuis, appartenendo alla corrente leibniziana, individuò il principio di minima azione generalizzando il principio di Fermat, nell'intento di trovare un'alternativa alle leggi della dinamica di Newton, viste come insufficienti, poiché conducevano ad un universo costituito da un moto casuale di particelle interagenti secondo la sola legge di gravità, che non spiegava la presenza di strutture organizzate e della vita nell'Universo, e più razionale del continuo intervento dell'"orologiaio" creatore del cosmo ipotizzato da Newton.

## Riconoscimenti
In suo onore sono stati intitolati un asteroide, 3281 Maupertuis, e sulla Luna, il cratere Maupertuis e una Rima, Rimae Maupertuis.

## Opere

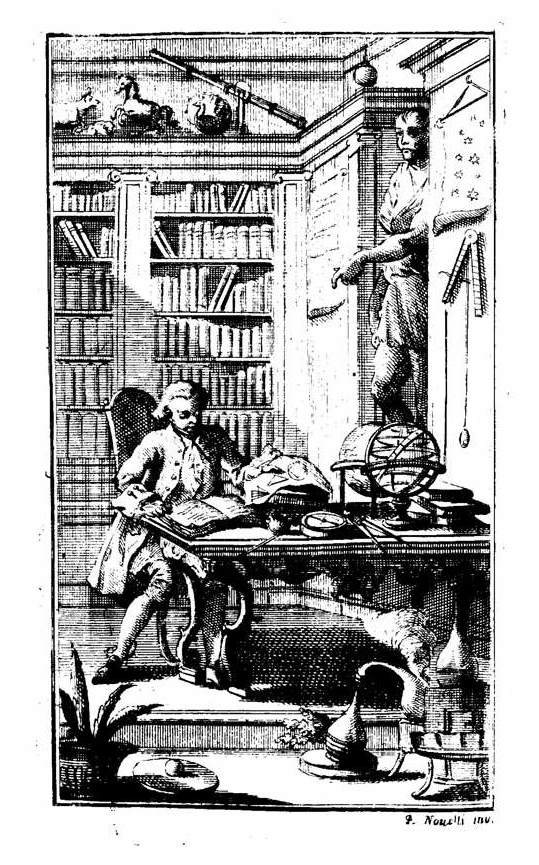
Opere, 1760

- Discours sur les differentes figures des astres (1732).
- La figure de la Terre, déterminée par les Observations de Messieurs Maupertuis, Clairaut, Camus, Le Monnier & de M. l'Abbé Outhier, accompagnés de M. Celsius (1738).
- Discours sur la parallaxe de la Lune, pour perfectionner la Théorie de la Lune et celle de la Terre (1741).
- Eléments de la géographie (1742).
- Lettre sur la comète de 1742 (1742).
- Astronomie nautique ou élémens d'Astronomie, tant pour un observatoire fixe, que pour un observatoire mobile (Paris, 1743, 1745 et 1746).
- Accord de différentes loix de la nature qui avoient jusqu'ici paru incompatibles (1744).
- Vénus physique (1745).
- Les loix du mouvement et du repos déduites d'un principe metaphysique (1746).
- Essai de Philosophie morale (1749).
- Essai de Cosmologie (1750).
- Dissertatio inauguralis metaphysica, de universali naturæ systemate, pro gradu doctoris habita (Erlangen, 1751). Pubblicata sotto il falso nome di "Doctor Baumann".
- Lettres (Dresde, 1752).
- Lettres sur le progrès des sciences (1752).
- Essai sur la formation de corps organisés (Paris [ Berlin ], 1754). Traduzione francese della Dissertatio, pubblicata nelle Œuvres (ed. 1756 e 1768) sotto il titolo di Systême de la nature.

### Opere complete
- Les Œuvres de Mr. de Maupertuis, Dresde, 1752, 1 vol. in-4°. (ed. incompleta).
- Œuvres de Maupertuis, Lyon, 1756, 4 voll. in-8°.
- Œuvres de Maupertuis, Lyon, 1768, 2e ed., 4 voll. in-8°.

### Edizioni
- (FR) [Opere], vol. 3, Lyon, Jean-Marie Bruyset (1.), 1756.
- (FR) [Opere], vol. 4, Lyon, Jean-Marie Bruyset (1.), 1756.

### Traduzioni italiane
- Lettere filosofiche, Venezia, 1760, in-8°. (Trad. delle Lettres). (Nuova ed., Lettere filosofiche e scientifiche. Lettera sul progresso delle scienze, a cura di Federico Focher, Pavia, Pavia University Press, 2014).
- La Venere fisica, Venezia, 1767, in-8°. (Nuova ed., a cura di Federico Focher, Pavia, Ibis (coll. Studia Ghisleriana), 2003).
- Saggio di Cosmologia - Differenti figure delle stelle, Venezia, 1768, in-8°.
- Elogio di Montesquieu, a cura di Domenico Felice, in Montesquieu.it, 3 (2011).

### Altri scritti
- (FR) Pierre Louis Moreau de Maupertuis, Examen desinteressé des differens ouvrages qui ont été faits pour déterminer la figure de la terre[collegamento interrotto], A Oldenbourg, chez Theobald Bachmuller, sur le Pflug-Platz, à l'Enseigne du Nouveau Monde, 1738. URL consultato il 19 maggio 2015.
- Pierre Louis Moreau de Maupertuis, Figure de la terre[collegamento interrotto], A Paris, de l'Imprimerie Royale, 1738. URL consultato il 19 maggio 2015.
- (FR) Pierre Louis Moreau de Maupertuis, [Opere]. 1[collegamento interrotto], A Lyon, chez Jean-Marie Bruyset, libraire, grande rue Merciere, au Soleil, 1756. URL consultato il 19 maggio 2015.
- (FR) Pierre Louis Moreau de Maupertuis, [Opere]. 2[collegamento interrotto], A Lyon, chez Jean-Marie Bruyset, libraire, grande rue Merciere, au Soleil, 1756. URL consultato il 19 maggio 2015.
- (FR) Pierre Louis Moreau de Maupertuis, [Opere]. 3[collegamento interrotto], A Lyon, chez Jean-Marie Bruyset, libraire, grande rue Merciere, au Soleil, 1756. URL consultato il 19 maggio 2015.
- (FR) Pierre Louis Moreau de Maupertuis, [Opere]. 4[collegamento interrotto], A Lyon, chez Jean-Marie Bruyset, libraire, grande rue Merciere, au Soleil, 1756. URL consultato il 19 maggio 2015.
- Pierre Louis Moreau de Maupertuis, [Opere. Lettere e carteggi][collegamento interrotto], In Venezia, presso Antonio Zatta, 1760. URL consultato il 19 maggio 2015.
- Pierre Louis Moreau de Maupertuis, Vénus physique[collegamento interrotto], In Venezia, appresso Giovanni Vitto in Calle lunga a S. Maria Formosa, 1786. URL consultato il 19 maggio 2015.